# Piràmide de Khaba
La piràmide de Khaba és una piràmide esglaonada a l'oest de Zawyet al-Aryan, entre Guiza i Abusir. També es coneix com la piràmide estratificada o la piràmide de capes de Zawyet al-Aryan.

Els egipcis l'anomenen piràmide rodona o Haram al-Meduwara. Es pensa que no va ser acabada i que en queden restes de rampes de construcció, que Petrie atribuïa al fet que la piràmide fou coberta de rajoles. L'entrada és al nord-est, i un corredor baixa cap a l'oest i acaba a l'eix nord-oest; a la base, hi ha un corredor que té fins a 32 magatzems annexos. Un altre corredor duu a la cambra d'enterrament, que és just sota l'eix vertical de la piràmide, però el corredor és tan estret que sembla que un sarcòfag no hi podia passar. No s'hi va trobar cap sarcòfag. L'estil de construcció és típica de la dinastia III; originalment, hauria tingut uns 42/45 metres, però avui dia només en mesura una vintena. No hi ha cap inscripció que determini quin faraó la va construir, però en quatre i potser cinc llocs i vuit objectes d'alabastre descoberts en una mastaba propera (Z-500) al nord de la piràmide s'han trobat mencions del nom del faraó Khaba o inscripcions amb el seu serekh i, per això, li va ser atribuïda. Nabib Swelim, però, l'atribueix a Neferka, un altre faraó de la mateixa dinastia.

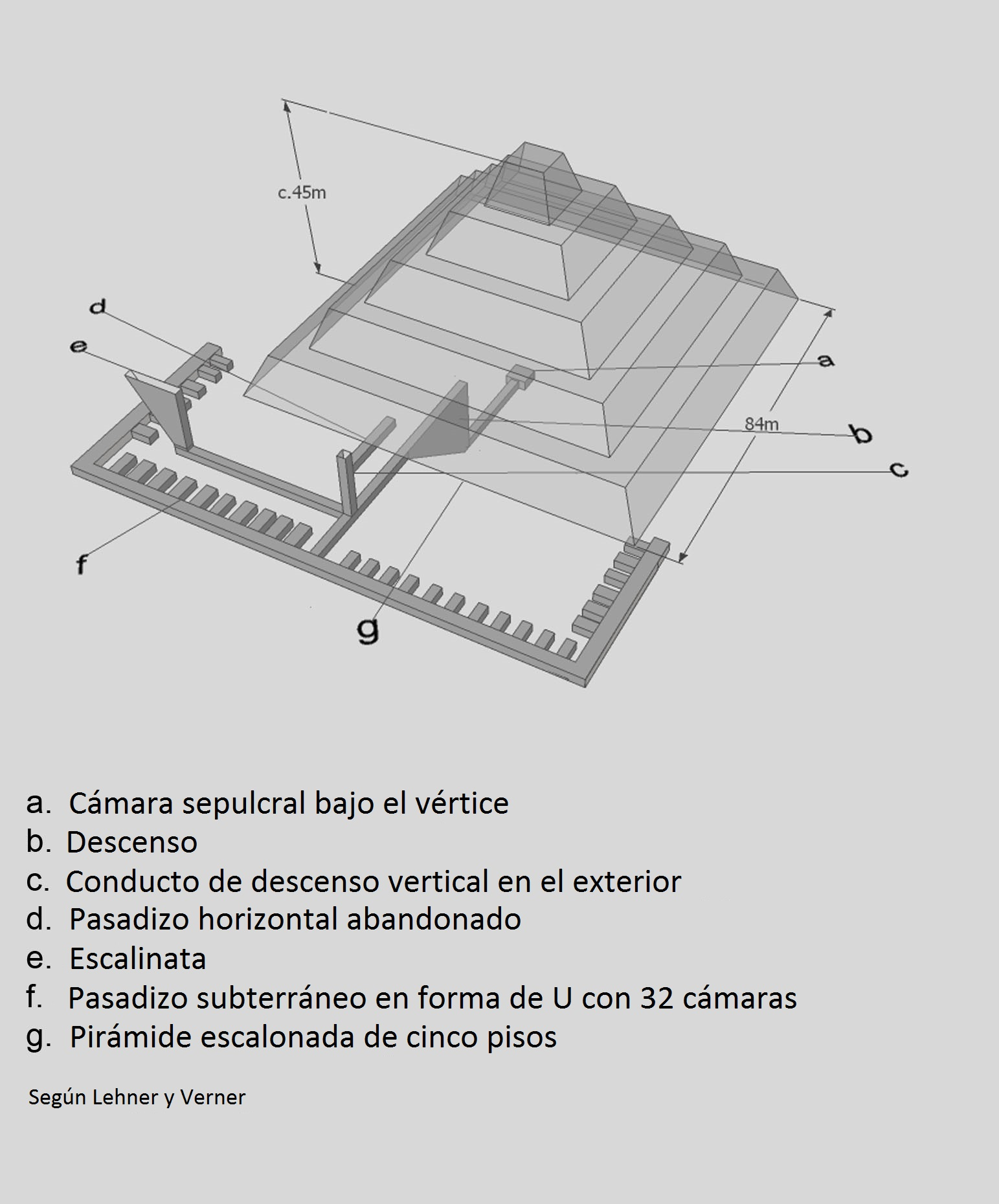
Planta i estructura inferior de la piràmide (segons Lehner i Verner)

Fou explorada per Perring el 1839 i la van visitar Lepsius, Maspero i Morgan; el darrer va trobar un pas descendent el 1896. No es va excavar fins al 1900, quan ho va fer Barsanti, i més tard Reisner i Fisher, però mai es va acabar i els informes entre els diversos arqueòlegs són de vegades contradictoris. Actualment, no pot ser excavada perquè és en zona militar. És possible que, a la part oriental, hi hagués un temple que seria el primer orientat de l'est a l'oest. A l'est, també es creu que hi va haver el temple mortuori. Es va fer pel sistema de capes amb 14 en total, i probablement tenia entre 5 i 7 esglaons, però no es pot saber pel grau de deteriorament actual.